# Stadio Vincenzo Presti
Lo stadio comunale Vincenzo Presti, noto più semplicemente come Vincenzo Presti, è un impianto calcistico situato a Gela, nel quartiere Giardinelli, che fa angolo con la via Venezia, principale strada che attraversa tutta la città e la via Niscemi.
Lo stadio, nato agli inizi degli anni cinquanta circa, fu battezzato con il nome dell'omonima contrada in cui venne costruito, il Giardinelli. Successivamente la struttura fu intitolata all'atleta gelese Vincenzo Presti.
Dal 1994, la struttura ospita le partite interne della principale società calcistica della città, il Gela.

## Storia
Lo stadio viene principalmente ricordato dai tifosi del Napoli per essere stato il luogo della trasferta più iconica della storia della squadra partenopea negli anni in serie C1. I campani infatti, abituati ai grandi palcoscenici della serie A, nella stagione 2005-2006 vennero ospitati in un campo quasi impraticabile per via del terreno di gioco trascurato e pieno di buche. A questo si aggiunsero anche le condizioni meteo avverse, che non fecero altro che aggravare ulteriormente le condizioni del campo. 
Il clamore dei tifosi partenopei nell'aver visto la loro squadra giocare in un campo così malridotto, divenne tale che da allora ogni tifoso napoletano che vuole dimostrare il proprio affetto verso il Napoli, dice di essere andato anche a Gela pur di sostenere la propria squadra del cuore.

## Concerti
Il 28 luglio 2012, la struttura ha ospitato l'ultima tappa del tour musicale intitolato L'amore è una cosa semplice del cantautore veneto-laziale Tiziano Ferro, in occasione, lo stadio ha visto la partecipazioni di circa 5.700 persone provenienti da tutta la Sicilia.